# 西屋太志
西屋太志（日语：／ Nishiya Futoshi，1981年或1982年—2019年7月18日），日本男性動畫師、人物設計師。京都動畫所屬。已婚。

## 來歷
西屋太志從廣島縣立御調高等學校畢業後，就讀於大阪府的一所專門學校，並於2001年加入京都動畫。2003年，他以《犬夜叉》第一次擔任原畫。之後，2006年，他以《涼宮春日的憂鬱》（第10話）第一次擔任作畫監督。
2011年，首次擔任電視系列《日常》的人物設定。次年，2012年，他負責了根據米澤穗信的推理小說改編的《冰》的人物原案和設定。
2019年7月18日，京都動畫縱火事件發生後不久，他的下落不明，但《中國新聞》於7月27日報導了他的死訊，京都府警察於8月2日正式宣布他死亡。他的遺體在屋頂樓梯上被發現。享年37歲。

## 參加作品

### 電視動畫
2003年
- 犬夜叉（—2004年，原畫、動畫）
- 驚爆危機？校園篇（原畫）

2005年
- AIR（原畫、OP原畫）
- 驚爆危機！The Second Raid（原畫）

2006年
- 涼宮春日的憂鬱 (2006版)（作畫監督、原畫、OP原畫）
- Kanon（—2007年，作畫監督、原畫、OP原畫、ED原畫）

2007年
- 幸運☆星（作畫監督、原畫）
- CLANNAD（—2008年，作畫監督、原畫、OP原畫）

2008年
- CLANNAD ～AFTER STORY～（—2009年，作畫監督、原畫、OP原畫）

2009年
- K-ON！輕音部（作畫監督、原畫）
- 涼宮春日的憂鬱 (2009版)（總作畫監督、作畫監督、作畫監督補佐、OP作畫監督、ED作畫監督&原畫）

2010年
- K-ON!! 輕音部（作畫監督、原畫、全OP原畫）

2011年
- 日常（人物設定[10]、總作畫監督、作畫監督、全OP作畫監督、全ED作畫監督）

2012年
- 冰（人物原案&設定[11]、總作畫監督、作畫監督、全OP作畫監督、全ED作畫監督）
- 中二病也想談戀愛！（作畫監督）

2013年
- 玉子市場（作畫監督、原畫）
- Free！（人物設定[12][13]、總作畫監督、作畫監督、原畫、OP作畫監督、ED作畫監督）
- 境界的彼方（作畫監督補佐）

2014年
- 中二病也想談戀愛！戀（作畫監督、原畫）
- Free！ -Eternal Summer-（人物設定、總作畫監督、作畫監督、OP作畫監督、ED作畫監督）
- 甘城輝煌樂園救世主（作畫監督、作畫監督補佐）

2015年
- 吹響吧！上低音號（作畫監督、原畫）

2016年
- 吹響吧！上低音號2（作畫監督、OP作畫監督、ED作畫監督）

2017年
- 小林家的龍女僕（作畫監督）

2018年
- Free！ -Dive to the Future-（人物設定、總作畫監督）
- 弦音 -風舞高中弓道部-（—2019年，作畫監督）

### 電影動畫
2010年
- 涼宮春日的消失（總作畫監督[14]）

2011年
- 劇場版 K-ON！輕音部（作畫監督補佐、原畫）

2015年
- 劇場版 境界的彼方 -I'LL BE HERE- 未來篇（總作畫監督）
- 劇場版 High☆Speed！ -Free！Starting Days-（人物設定[15]、總作畫監督）

2016年
- 劇場版 吹響吧！上低音號 ～歡迎加入北宇治高中管樂團～（作畫監督、原畫）
- 劇場版 聲之形（人物設定[16]、總作畫監督）

2017年
- 劇場版 Free！ -Timeless Medley-（人物設定、總作畫監督、作畫監督）
- 特別版 Free！ -Take Your Marks-（人物設定、總作畫監督、作畫監督）

2018年
- 莉茲與青鳥（人物設定、總作畫監督、作畫監督）

2019年
- 劇場版 吹響吧！上低音號 ～誓言的終章～（總作畫監督[注 1]）
- 劇場版 Free！ -Road to the World- 夢（人物設定、總作畫監督）

2021年
- 劇場版 Free！ -the Final Stroke-（—2022年，人物設定）

### OVA
2005年
- MUNTO 穿越時空之壁（原畫）

2008年
- 幸運☆星OVA 原創等視覺與動畫（作畫監督）

2011年
- 日常的0話（人物設定、作畫監督）

### 網路動畫
2009年
- 小涼宮春日的憂鬱（人物設定[17]）
- 小鶴屋學姊的四格（人物設定[18]）

2013年
- 境界的彼方 偶像裁判！～即使迷茫也要裁决之人～（作畫監督）

### 輕小說
- High☆Speed！（插圖，〈KA Esuma文庫〉）—《Free！》的原案。

### 其它
- 京都動畫廣告「游泳篇」[19]

## 逸事
- 他是廣島東洋鯉魚的忠實球迷，並經常在京都動畫的員工部落格上提及此事[20]。
- 他個性溫和，深受前輩和後輩員工的喜愛。其他員工常稱讚他，但他卻常說「我還有很長的路要走[原文 1]」[21]。
- 在《涼宮春日的憂鬱》第26話「Live A Live」中，他負責涼宮春日唱歌場景的所有原畫工作，山本寬稱讚他「他真的很棒」[22]。
- 在製作《聲之形》期間，他與山田尚子導演一起參加了手語社團，學習手語[23]。

## 腳註

## 外部連結
- （日語）
- ，存于 （日語）